# La Estanzuela, Contepec
La Estanzuela är en ort i Mexiko.   Den ligger i kommunen Contepec och delstaten Michoacán de Ocampo, i den sydöstra delen av landet, 130 km nordväst om huvudstaden Mexico City. La Estanzuela ligger 2 375 meter över havet och antalet invånare är 230.
Terrängen runt La Estanzuela är kuperad åt sydost, men åt nordväst är den platt. Terrängen runt La Estanzuela sluttar västerut. Runt La Estanzuela är det ganska tätbefolkat, med 75 invånare per kvadratkilometer. Närmaste större samhälle är Amealco, 15,5 km norr om La Estanzuela. I omgivningarna runt La Estanzuela växer huvudsakligen savannskog.